# Metagnoma strandi
Metagnoma strandi är en skalbaggsart som beskrevs av Stefan von Breuning 1943. Metagnoma strandi ingår i släktet Metagnoma och familjen långhorningar. Inga underarter finns listade i Catalogue of Life.